# Ганско-российские отношения
Ганско-российские отношения относятся к двусторонним отношениям между двумя странами, Ганой и Россией. У России есть посольство в Аккре, а у Ганы — в Москве. Отношения по-прежнему очень дружеские и близкие.

## Двусторонние отношения
Связи между двумя странами особенно динамично развивались в годы правления первого президента Ганы Кваме Нкрумы, правившего с 1957 по 1966 год. В 1997 году делегация Ганы посетила Совет Федерации Федерального Собрания Российской Федерации. В 2003 году состоялся визит делегации Государственной Думы Российской Федерации во главе с заместителем её председателя Артуром Чилингаровым. В 2004 году в Российскую Федерацию прибыла делегация парламента Ганы во главе со спикером П. А. Аджетеем. Россия и Гана активно сотрудничают в ООН и других международных организациях. В феврале 2004 года в Нью-Йорке состоялась беседа заместителя министра иностранных дел Российской Федерации Александра Салтанова с министром иностранных дел Ганы Наной Акуфо-Аддо. В октябре 2004 года заместитель министра иностранных дел Российской Федерации, Юрий Федотов, посетил Гану. В июне 2007 года на саммите «Большой восьмёрки» в Хайлигендамме состоялась краткая встреча Владимира Путина с президентом Ганы Джоном Куфуором. При разговоре глав государств обсуждалась практика двусторонних политических консультаций между Министерствами иностранных дел. В январе 2006 года в Аккре, на выборах Ганы 2006—2007 годов в Совет Безопасности ООН в качестве непостоянного члена, проводит российско-ганские консультации по повестке дня ООН. В июле 2007 года состоялся рабочий визит министров иностранных дел Ганы Нана Акуфо-Аддо в Москву, в ходе которого был подписан протокол министерских консультаций (последние консультации состоялись 16 сентября 2011 года).
В интервью Информационному агентству Ганы в Аккре, посол России в Гане Валерий Орлов подтвердил намерение российского правительства углублять отношения с Ганой в интересах обеих стран и поддерживать развитие африканского континента. Он сказал, что верит, что важные события, произошедшие между двумя странами за эти годы, придадут новое измерение их традиционной дружбе и углубят связи между ними.
Весной 2016 года посольство Ганы в Москве организовало симпозиум, в котором приняли участие дипломаты, видные международные трейдеры и аналитики, а также граждане Ганы, проживающие в Российской Федерации. Симпозиум был частью празднования Дня независимости в Москве. Заседание проходило под председательством Чрезвычайного и Полномочного Посла Республики Гана в Российской Федерации Кодзо Кпоку Алабо.